# Käringasjön (Kinna socken, Västergötland)
Käringasjön är en sjö i Marks kommun i Västergötland och ingår i Viskans huvudavrinningsområde.